# سامي كيرشاو
سامي كيرشاو (بالإنجليزية: Sammy Kershaw)‏ هو مغن مؤلف وموسيقي ومغني أمريكي، ولد في 24 فبراير 1958 في كابلان في الولايات المتحدة.

## وصلات خارجية
- الموقع الرسمي
- سامي كيرشاو على موقع IMDb (الإنجليزية)
- سامي كيرشاو على موقع ميوزك برينز (الإنجليزية)
- سامي كيرشاو على موقع إن إن دي بي (الإنجليزية)
- سامي كيرشاو على موقع أول ميوزيك (الإنجليزية)
- سامي كيرشاو على موقع ديسكوغز (الإنجليزية)